# Arroyo Maldonado de La Plata
El Arroyo Maldonado de La Plata es un curso de agua del nordeste de la provincia de Buenos Aires, Argentina, que forma parte de la cuenca del Río Santiago, que a su vez es tributario del Río de la Plata. Este arroyo desemboca en el Río de La Plata al igual que el Arroyo del Gato que corre paralelo a esté desembocando en el mismo río.

## Descripción
El arroyo Maldonado posee 8 kilómetros de longitud. Su cauce transita las localidades de Altos de San Lorenzo, Villa Elvira y parte del partido de Berisso.En 2012 comenzaron las obras de canalización del Canal del Arroyo Maldonado, desarrollándose hasta la calle 127, en una longitud total de 3696 metros. las obras  también se busca expandir los márgenes del mismo, naturalmente irregulares y con un promedio de 5 metros de ancho, transformándolos en una vía regular con forma de trapecio de 19 metros de base fondo y 22 en la boca de arriba. siendo finalizadas en diciembre de 2015.
Algunos especialistas indican que los residuos causan daño al tamponar el arroyo y su escurrimiento. Los asentamientos urbanos son en general del tipo complejos habitacionales como el barrio UPCN, Barrio Monasterio, entre otros y también por villas de emergencia ye el vínculo entre ellas y la presencia de residuos en el cauce, además de quedar expuesta a un elevado riesgo de inundación, lo cual conlleva a una importante diversidad de conflictos ambientales.